# Krtsanisischevi
Krtsanisischevi (georgiska: კრწანისისხევი), eller Duknischevi (დუქნისხევი), är ett vattendrag i Georgien. Det ligger i den östra delen av landet.